# Course en ligne masculine aux championnats du monde de cyclisme sur route 2010
Navigation
Mendrisio 2009 Copenhague 2011

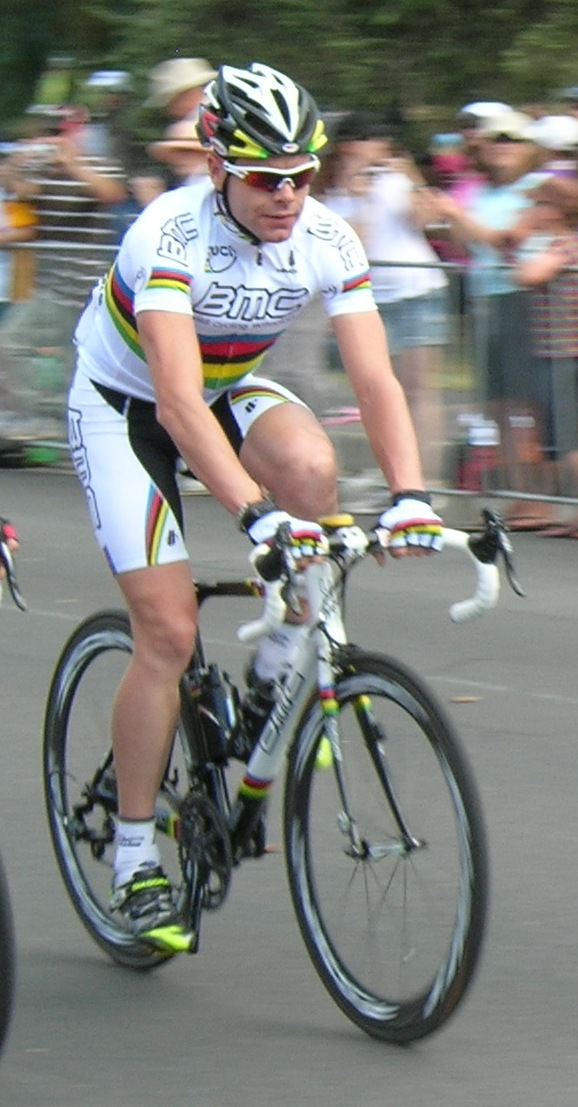
Cadel Evans tentera de défendre son titre sur ses terres.

La course en ligne masculine des championnats du monde de cyclisme sur route 2010 a eu lieu en septembre 2010 à Melbourne et Geelong, en Australie. Elle a été remportée par le Norvégien Thor Hushovd.

## Participation

### Système de sélection
Le système de qualification pour les championnats du monde 2010 est quasiment inchangé par rapport à 2009.
Il a été fixé par une décision du comité directeur de l'Union cycliste internationale des 28 et 29 janvier 2010. Les nations autorisées à participer aux épreuves et le nombre de coureurs qu'elle peuvent y envoyer est déterminé en fonction des différents classement édités par l'UCI au 15 août 2010.
Les dix premières nations au classement mondial par nation peuvent inscrire 14 coureurs, dont 9 partants. Une nation ayant moins de neuf coureurs classés au classement mondial individuel part cependant avec le nombre de coureurs classés. Si ce nombre est inférieur à six, elle part avec six coureurs. Elle peut toutefois récupérer ces places perdues via son circuit continental. Les places perdues sont réattribuées aux nations classées à partir de la onzième place du classement mondial, à raison d'une place supplémentaire par nation. Les nations concernées sont : l'Espagne, l'Italie, la Belgique, l'Australie, les États-Unis, la Russie, la Suisse, l'Allemagne, et les Pays-Bas et le Kazakhstan (qui partira à 6 coureurs pour manque de coureurs classés).
La première nation au classement de l'UCI Africa Tour (en excluant une nation qui se serait déjà qualifiée via le classement mondial) peut inscrire 9 coureurs, dont 6 partants ; la deuxième 5 dont 3 partants. Cela concerne le Maroc et l'Afrique du Sud.
Les deux premières nations au classement de l'UCI America Tour (en excluant une nation qui se serait déjà qualifiée via le classement mondial) peuvent inscrire 9 coureurs, dont 6 partants. Cela concerne la Colombie et le Venezuela. Les troisième, quatrième et cinquième nations en inscrivent 5 dont 3 partants. Cela concerne le Canada, le Brésil et l'Argentine. 
La première nation au classement de l'UCI Asia Tour (en excluant une nation qui se serait déjà qualifiée via le classement mondial) peut inscrire 9 coureurs, dont 6 partants ; les deuxième et troisième en inscrivent 5 dont 3 partants. Cela concerne l'Iran, le Japon et la Corée du Sud.
La première nation au classement de l'UCI Oceania Tour (en excluant une nation qui se serait déjà qualifiée via le classement mondial) peut inscrire 5 coureurs dont 3 partants. Il s'agit de la Nouvelle-Zélande.
Les nations classées de la première à la sixième place de l'UCI Europe Tour, sans compter celles qualifiées via le classement mondial, peuvent inscrire 9 coureurs, dont 6 partants. Les nations concernées sont : la France (7 coureurs par récupération), la Pologne, la Slovénie (7), le Portugal, l'Ukraine et le Danemark. Les nations classées de la septième à la seizième place en inscrivent 5 dont 3 partants. Les nations concernées sont : la Bulgarie, la Croatie, la Tchéquie, la Lituanie, l'Estonie, l'Irlande, la Norvège, la Grande-Bretagne, l'Autriche et la Serbie.
Parmi les nations figurant au classement mondial non encore qualifiées :
- celles ayant un coureur classé parmi les 100 premiers au classement individuel mondial peuvent inscrire 5 coureurs, dont 3 partants. Cela concerne le Luxembourg (4 partant par récupération) et la Slovaquie.
- celles ayant trois coureurs classés au classement individuel mondial peuvent inscrire 5 coureurs, dont 3 partants. Ne concerne aucune nation.
- celles ayant deux coureurs classés au classement individuel mondial peuvent inscrire 3 coureurs, dont 2 partants. Cela concerne la Biélorussie et la Suède.
- celles ayant un coureur classé au classement individuel mondial peuvent inscrire 2 coureurs, dont 1 partant. L'Ouzbékistan est concerné.

Parmi les nations des circuits continentaux non encore qualifiées :
- les nations africaines ayant un coureur parmi les 5 premiers au classement de l'UCI Africa Tour peuvent inscrire 2 coureurs, dont 1 partant. Aucune nation concernée.
- les nations américaines ayant un coureur parmi les 20 premiers au classement de l'UCI America Tour peuvent inscrire 2 coureurs, dont 1 partant. La Bolivie, Cuba, l'Uruguay, le Chili, le Guatemala et le Costa Rica sont concernés.
- les nations asiatiques ayant un coureur parmi les 5 premiers au classement de l'UCI Asia Tour au 15 août 2008 peuvent inscrire 2 coureurs, dont 1 partant. Aucune nation concernée.
- les nations européennes ayant un coureur parmi les 200 premiers au classement de l'UCI Europe Tour peuvent inscrire 2 coureurs, dont 1 partant.  Cela concerne : la Lettonie, la Grèce et la Roumanie.
- les nations océaniennes ayant un coureur parmi les 5 premiers au classement de l'UCI Oceania Tour au 15 août 2008 peuvent inscrire un coureur au départ. Aucune nation concernée.

Si le pays organisateur pouvait inscrire 5 coureurs, donc 3 partant sans son statut, alors il peut inscrire 9 coureurs dont 6 partants. L'Australie a cette année déjà 9 coureurs.
Ainsi, pour résumer :
- Les équipes avec 9 coureurs sont : Espagne, Italie, Belgique, Australie, États-Unis, Russie, Suisse, Allemagne, Pays-Bas.
- Les équipes avec 7 coureurs sont : France, Slovénie
- Les équipes avec 6 coureurs sont : Kazakhstan, Colombie, Venezuela, Pologne, Portugal, Ukraine, Danemark, Maroc, Iran.
- Les équipes avec 4 coureurs sont : Luxembourg.
- Les équipes avec 3 coureurs sont : Afrique du Sud, Canada, Brésil, Argentine, Slovaquie, Japon, Corée, Bulgarie, Croatie, Tchéquie, Lituanie, Estonie, Irlande, Norvège, Grande-Bretagne, Autriche, Serbie, Nouvelle-Zélande.
- Les équipes avec 2 coureurs sont : Biélorussie, Suède.
- Les équipes avec 1 coureur sont : Ouzbékistan, Cuba, Bolivie, Uruguay, Chili, Guatemala, Costa Rica, Lettonie, Grèce, Roumanie.

### Favoris de la course
221 coureurs issus de 51 nations sont prévus pour la course.
Compte tenu de sa fin de saison (vainqueur de 2 étapes du Tour d'Espagne et porteur du maillot rouge de leader sur cette même course), Philippe Gilbert (Belgique) est considéré comme le principal favori.
Mark Cavendish (Grande-Bretagne), Tyler Farrar (États-Unis), André Greipel (Allemagne), Thor Hushovd (Norvège), Matthew Goss (Australie) et Filippo Pozzato (Italie) sont les autres principaux prétendants à la victoire finale,,.

### Principaux coureurs absents
Pour cause de blessures, Tom Boonen (Belgique) et Heinrich Haussler (Australie) ne participent pas aux mondiaux. Gerald Ciolek (Allemagne), Alessandro Petacchi (Italie), Robbie McEwen (Australie), Danilo Napolitano (Italie), Daniele Bennati (Italie) et Koldo Fernández (Espagne) n'ont, quant à eux, pas été sélectionnés. L'Espagnol Joaquim Rodríguez, troisième l'année précédente, a décliné la sélection après une longue saison qui lui a permis de devenir  numéro un mondial. 
Alejandro Valverde (Espagne) est suspendu pour dopage et est donc absent de ces championnats.

## Parcours

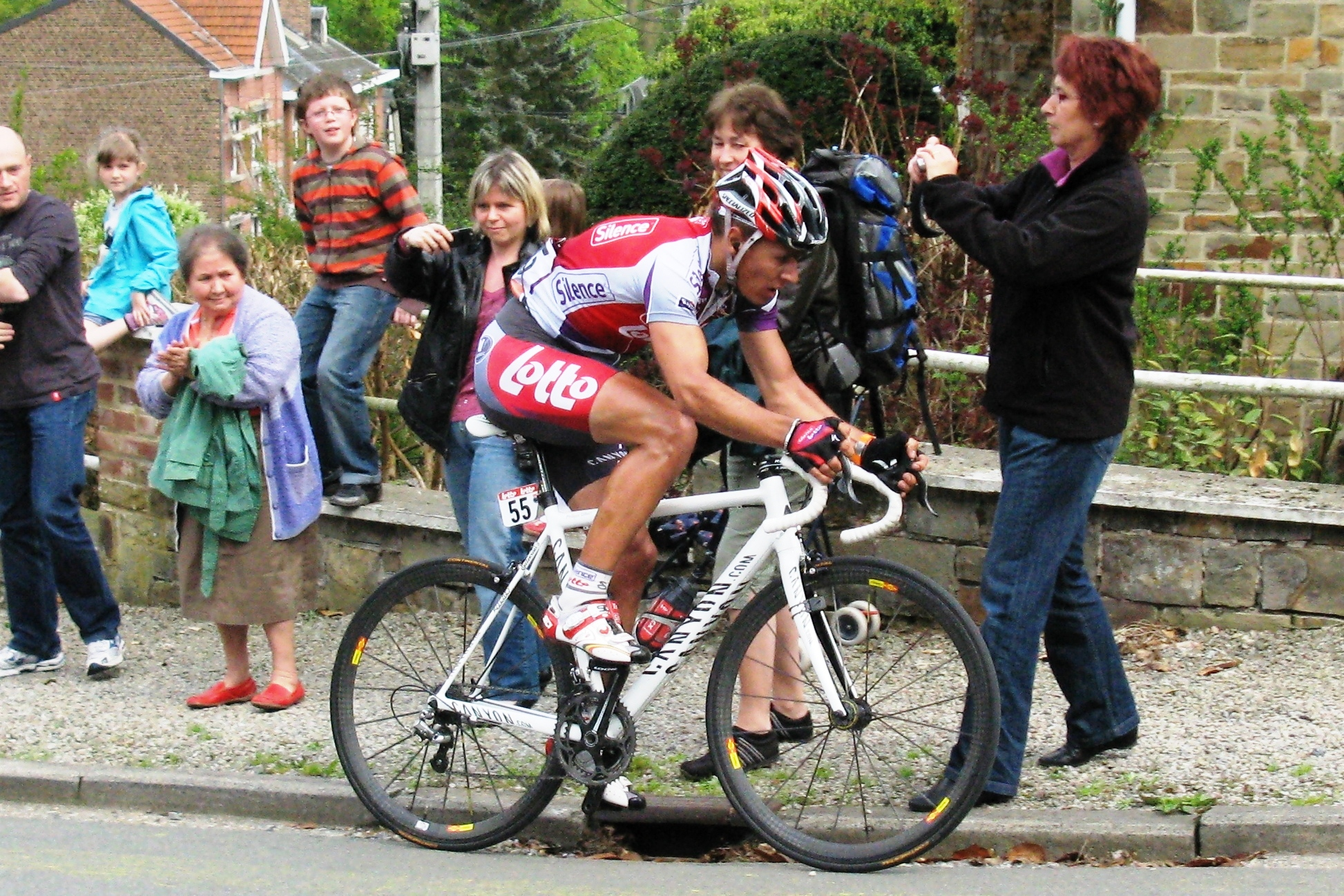
Philippe Gilbert, ici lors de Liège-Bastogne-Liège 2009, l'un des principaux favoris.

Le parcours de ce championnat du monde mesure 262,7 km. Le départ est donné au Federation Square de Melbourne. La première partie du parcours, longue de 83 km va de Melbourne au circuit situé à Geelong. Les coureurs effectuent ensuite onze tours de ce circuit de 15,9 km.
D'après Shayne Bannan, responsable de la haute performance de Cycling Australia, le rôle des 83 premiers kilomètres dépendra du temps : un temps venteux ou pluvieux pourrait rendre cette première partie semblable aux cent premiers kilomètres d'une classique néerlandaise ou belge.
La course présente un dénivelé total de 3 076 mètres. Par comparaison, il était de  4 655 mètres à Mendrisio en 2009. Les difficultés sont cependant concentrées sur les 180 derniers kilomètres. Shayne Bannan l'estime de ce fait favorable à un coureur à l'aise sur les classiques ardennaises.
D'après le champion du monde de 2008 Alessandro Ballan, Cadel Evans, Franco Ballerini et Paolo Bettini ont jugé que la course pourrait ressembler à une course flandrienne en cas de mauvais temps. Filippo Pozzato trouve pour sa part le parcours trop difficile pour les purs sprinters,.

## Classement

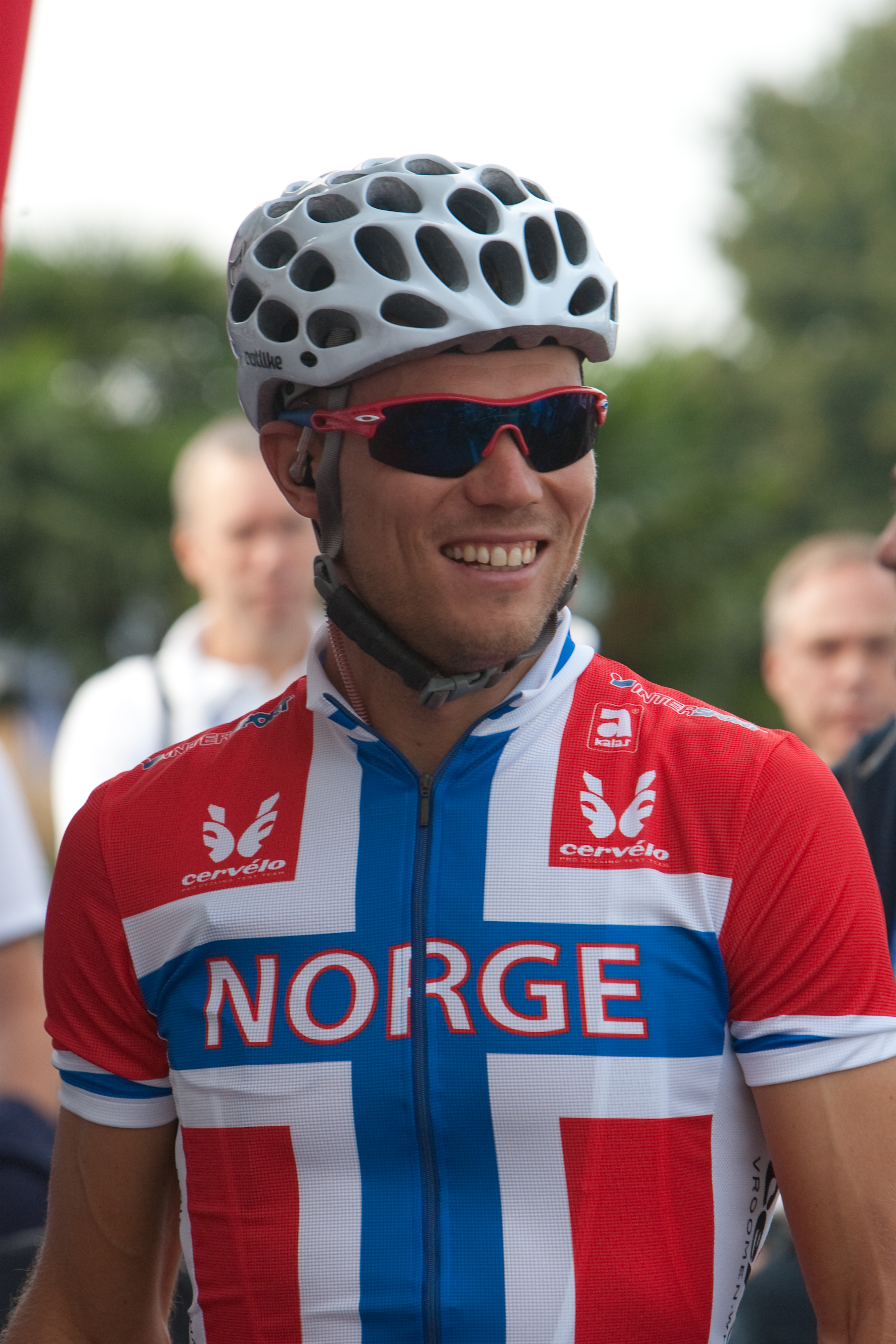
Thor Hushovd avec le maillot de l'équipe de Norvège.

|                    | Coureur           | Pays       |    | Temps           |
| ------------------ | ----------------- | ---------- | -- | --------------- |
| Médaille d'or      | Thor Hushovd      | Norvège    | en | 6 h 21 min 49 s |
| Médaille d'argent  | Matti Breschel    | Danemark   | +  | m.t             |
| Médaille de bronze | Allan Davis       | Australie  |    | m.t             |
| 4                  | Filippo Pozzato   | Italie     |    | m.t             |
| 5                  | Greg Van Avermaet | Belgique   |    | m.t             |
| 6                  | Óscar Freire      | Espagne    |    | m.t             |
| 7                  | Alexandr Kolobnev | Russie     |    | m.t             |
| 8                  | Assan Bazayev     | Kazakhstan |    | m.t             |
| 9                  | Yukiya Arashiro   | Japon      |    | m.t             |
| 10                 | Romain Feillu     | France     |    | m.t             |

## Récit
Le Colombien Diego Tamayo attaque après 1 kilomètre de course. Il est suivi par quatre coureurs. Un peu plus tard, le Serbe Esad Hasanovic part en contre, sans parvenir à revenir sur la tête de course. L'échapée composée du Colombien Tamayo, du Vénézuélien Jackson Rodríguez, de l'Ukrainien Oleksandr Kvachuk, de l'Irlandais Matthew Brammeier et du Marocain Mohamed Elammoury compte jusqu'à 25 minutes d'avance, un record dans un championnat du monde.
Peu avant l'arrivée sur le circuit final, les principales équipes engagent la poursuite pour éviter de voir un des cinq échappés s'imposer. À 150 km de l'arrivée, Elammoury est lâché par ses compagnons d'échappée. À la fin du premier tour, l'avance des quatre est de 20 minutes. Dans la première ascension de la côte, un groupe de 30 se détache. Devant, le groupe commence à perdre en cohérence et à 74 km de l'arrivée, Tamayo et Kvachuk s'échappent, laissant leur compagnons d'échappée seuls. À 70 km Kvachuk part en solitaire. Il possède encore six minutes d'avance. Dans le peloton de 30, un certain nombre de coureurs commencent à manifester des velléités offensives. Les attaques condamnent Kvachuk qui perd rapidement du temps, si bien qu'à 43 km de la ligne, il est déposé par Vincenzo Nibali qui fait exploser le groupe de 30.
Un groupe où figure les favoris se détache. À 20 km, la jonction s'effectue au moment où Niki Terpstra (Pays-Bas) attaque. Il attaque à plusieurs reprises dans le dernier tour. Philippe Gilbert (Belgique) attaque à son tour dans la côte et prend rapidement 20 secondes d'avance. Le peloton explose de nouveau sous l'impulsion de Niki Terpstra, qui fait revenir le peloton sur Gilbert avec l'aide de l'équipe de Slovénie. Après une dernière tentative de Vladimir Gusev (Russie) et Janez Brajkovič (Slovénie) à 3 km de la ligne, un peloton de 25 coureurs se présente.
Thor Hushovd (Norvège), qui est toujours présent dans le peloton, suit Matti Breschel (Danemark) qui lance le sprint des 250 mètres. Hushovd suivi par Romain Feillu (France) déborde par la gauche et l'emporte devant Breschel et Allan Davis (Australie). C'est le premier titre mondial pour un Norvégien.

## Liste des engagés
| Australie | Australie         | Australie |
| --------- | ----------------- | --------- |
| #         | Coureur           | Pos.      |
| 1         | Cadel Evans       | 17        |
| 2         | Baden Cooke       |           |
| 3         | Allan Davis       | 3         |
| 4         | Simon Gerrans     |           |
| 5         | Matthew Goss      |           |
| 6         | Mathew Hayman     | 94        |
| 7         | Stuart O'Grady    | 45        |
| 8         | Michael Rogers    | 96        |
| 9         | Wesley Sulzberger | 95        |

| Espagne | Espagne            | Espagne |
| ------- | ------------------ | ------- |
| #       | Coureur            | Pos.    |
| 10      | Carlos Barredo     |         |
| 11      | Imanol Erviti      |         |
| 12      | Óscar Freire       | 6       |
| 13      | Juan Manuel Gárate |         |
| 14      | Rubén Plaza        |         |
| 15      | Luis León Sánchez  |         |
| 16      | Samuel Sánchez     |         |
| 17      | Francisco Ventoso  |         |
| 18      | Haimar Zubeldia    | 39      |

| Italie | Italie            | Italie |
| ------ | ----------------- | ------ |
| #      | Coureur           | Pos.   |
| 19     | Marzio Bruseghin  | 37     |
| 20     | Francesco Gavazzi |        |
| 21     | Vincenzo Nibali   | 40     |
| 22     | Daniel Oss        |        |
| 23     | Luca Paolini      | 38     |
| 24     | Filippo Pozzato   | 4      |
| 25     | Andrea Tonti      |        |
| 26     | Matteo Tosatto    |        |
| 27     | Giovanni Visconti | 36     |

| Belgique | Belgique          | Belgique |
| -------- | ----------------- | -------- |
| #        | Coureur           | Pos.     |
| 28       | Mario Aerts       |          |
| 29       | Jan Bakelants     |          |
| 30       | Kevin De Weert    |          |
| 31       | Philippe Gilbert  | 18       |
| 32       | Leif Hoste        |          |
| 33       | Björn Leukemans   | 20       |
| 34       | Jürgen Roelandts  |          |
| 35       | Greg Van Avermaet | 5        |
| 36       | Frederik Willems  |          |

| États-Unis | États-Unis            | États-Unis |
| ---------- | --------------------- | ---------- |
| #          | Coureur               | Pos.       |
| 37         | Tyler Farrar          | 81         |
| 38         | Edward King           | 73         |
| 39         | Craig Lewis           |            |
| 40         | Jason McCartney       |            |
| 41         | Danny Pate            | 80         |
| 42         | Thomas Peterson       |            |
| 43         | Tejay van Garderen    |            |
| 44         | David Zabriskie       |            |
| 45         | Christian Vande Velde | 79         |

| Pays-Bas | Pays-Bas            | Pays-Bas |
| -------- | ------------------- | -------- |
| #        | Coureur             | Pos.     |
| 46       | Lars Boom           | 41       |
| 47       | Koen de Kort        | 62       |
| 48       | Karsten Kroon       | 47       |
| 49       | Steven Kruijswijk   | 91       |
| 50       | Sebastian Langeveld | 92       |
| 51       | Koos Moerenhout     | 13       |
| 52       | Wout Poels          | 42       |
| 53       | Niki Terpstra       | 19       |
| 54       | Jos van Emden       |          |

| Allemagne | Allemagne       | Allemagne |
| --------- | --------------- | --------- |
| #         | Coureur         | Pos.      |
| 55        | Bert Grabsch    | 71        |
| 56        | André Greipel   | 43        |
| 57        | Danilo Hondo    | 82        |
| 58        | Dominic Klemme  |           |
| 59        | Christian Knees | 29        |
| 60        | Paul Martens    | 25        |
| 61        | Tony Martin     |           |
| 62        | Marcel Sieberg  | 58        |
| 63        | Fabian Wegmann  | 14        |

| Luxembourg | Luxembourg     | Luxembourg |
| ---------- | -------------- | ---------- |
| #          | Coureur        | Pos.       |
| 64         | Laurent Didier | 98         |
| 65         | Ben Gastauer   |            |
| 66         | Fränk Schleck  | 16         |

| Russie | Russie            | Russie |
| ------ | ----------------- | ------ |
| #      | Coureur           | Pos.   |
| 67     | Pavel Brutt       | 49     |
| 68     | Vladimir Gusev    | 21     |
| 69     | Vladimir Karpets  |        |
| 70     | Alexandr Kolobnev | 7      |
| 71     | Artem Ovechkin    |        |
| 72     | Alexander Porsev  |        |
| 73     | Egor Silin        | 57     |
| 74     | Yury Trofimov     |        |
| 75     | Eduard Vorganov   | 61     |

| Norvège | Norvège              | Norvège |
| ------- | -------------------- | ------- |
| #       | Coureur              | Pos.    |
| 76      | Edvald Boasson Hagen |         |
| 77      | Thor Hushovd         | 1       |
| 78      | Alexander Kristoff   | 69      |

| Suisse | Suisse            | Suisse |
| ------ | ----------------- | ------ |
| #      | Coureur           | Pos.   |
| 79     | Michael Albasini  |        |
| 80     | Fabian Cancellara | 50     |
| 81     | Martin Elmiger    | 55     |
| 82     | Martin Kohler     |        |
| 83     | Steve Morabito    | 59     |
| 84     | Grégory Rast      |        |
| 85     | Danilo Wyss       |        |

| Kazakhstan | Kazakhstan          | Kazakhstan |
| ---------- | ------------------- | ---------- |
| #          | Coureur             | Pos.       |
| 86         | Assan Bazayev       | 8          |
| 87         | Alexsandr Dyachenko | 88         |
| 88         | Dmitriy Fofonov     | 12         |
| 89         | Valentin Iglinskiy  |            |
| 90         | Sergey Renev        |            |

| Slovénie | Slovénie        | Slovénie |
| -------- | --------------- | -------- |
| #        | Coureur         | Pos.     |
| 91       | Grega Bole      | 11       |
| 92       | Borut Božič     |          |
| 93       | Janez Brajkovič | 22       |
| 94       | Jure Kocjan     | 48       |
| 95       | Kristjan Koren  |          |
| 96       | Simon Špilak    | 31       |
| 97       | Gorazd Štangelj | 44       |

| France | France            | France |
| ------ | ----------------- | ------ |
| #      | Coureur           | Pos.   |
| 98     | William Bonnet    | 86     |
| 99     | Sylvain Chavanel  | 63     |
| 100    | Romain Feillu     | 10     |
| 101    | Cyril Gautier     | 32     |
| 102    | Anthony Geslin    | 83     |
| 103    | Sébastien Hinault | 70     |
| 104    | Yoann Offredo     | 26     |

| Canada | Canada           | Canada |
| ------ | ---------------- | ------ |
| #      | Coureur          | Pos.   |
| 105    | Christian Meier  |        |
| 106    | Dominique Rollin |        |
| 107    | Svein Tuft       | 85     |

| Grande-Bretagne | Grande-Bretagne | Grande-Bretagne |
| --------------- | --------------- | --------------- |
| #               | Coureur         | Pos.            |
| 108             | Mark Cavendish  |                 |
| 109             | Jeremy Hunt     |                 |
| 110             | David Millar    |                 |

| Colombie | Colombie               | Colombie |
| -------- | ---------------------- | -------- |
| #        | Coureur                | Pos.     |
| 111      | José Serpa             | 34       |
| 112      | Diego Alejandro Tamayo |          |

| Pologne | Pologne            | Pologne |
| ------- | ------------------ | ------- |
| #       | Coureur            | Pos.    |
| 113     | Maciej Bodnar      |         |
| 114     | Michał Gołaś       | 64      |
| 115     | Bartosz Huzarski   | 60      |
| 116     | Jarosław Marycz    |         |
| 117     | Przemysław Niemiec | 78      |
| 118     | Marcin Sapa        |         |

| Venezuela | Venezuela         | Venezuela |
| --------- | ----------------- | --------- |
| #         | Coureur           | Pos.      |
| 119       | Carlos José Ochoa |           |
| 120       | Jackson Rodríguez |           |

| Maroc | Maroc              | Maroc |
| ----- | ------------------ | ----- |
| #     | Coureur            | Pos.  |
| 121   | Adnane Aarbia      |       |
| 122   | Tarik Chaoufi      |       |
| 123   | Mohamed Elammoury  |       |
| 124   | Adil Jelloul       |       |
| 125   | Mouhssine Lahsaini |       |
| 126   | Abdelati Saadoune  |       |

| Japon | Japon           | Japon |
| ----- | --------------- | ----- |
| #     | Coureur         | Pos.  |
| 127   | Yukiya Arashiro | 9     |
| 128   | Fumiyuki Beppu  | 30    |
| 129   | Yukihiro Doi    | 72    |

| Afrique du Sud | Afrique du Sud     | Afrique du Sud |
| -------------- | ------------------ | -------------- |
| #              | Coureur            | Pos.           |
| 130            | Daryl Impey        |                |
| 131            | Darren Lill        |                |
| 132            | Jay Robert Thomson |                |

| Portugal | Portugal               | Portugal |
| -------- | ---------------------- | -------- |
| #        | Coureur                | Pos.     |
| 133      | Hernâni Brôco          | 56       |
| 134      | Samuel Caldeira        |          |
| 135      | André Cardoso          | 15       |
| 136      | Manuel António Cardoso |          |
| 137      | José Mendes            | 90       |

| Ukraine | Ukraine           | Ukraine |
| ------- | ----------------- | ------- |
| #       | Coureur           | Pos.    |
| 138     | Andriy Grivko     |         |
| 139     | Denys Kostyuk     | 52      |
| 140     | Oleksandr Kvachuk | 93      |
| 141     | Yuriy Metlushenko |         |
| 142     | Oleksandr Sheydyk | 67      |

| Danemark | Danemark             | Danemark |
| -------- | -------------------- | -------- |
| #        | Coureur              | Pos.     |
| 143      | Lars Ytting Bak      | 76       |
| 144      | Matti Breschel       | 2        |
| 145      | Anders Lund          | 24       |
| 146      | Michael Mørkøv       |          |
| 147      | Alex Rasmussen       |          |
| 148      | Chris Anker Sørensen | 23       |

| Lituanie | Lituanie            | Lituanie |
| -------- | ------------------- | -------- |
| #        | Coureur             | Pos.     |
| 149      | Ignatas Konovalovas | 89       |

| Tchéquie | Tchéquie      | Tchéquie |
| -------- | ------------- | -------- |
| #        | Coureur       | Pos.     |
| 150      | Petr Benčík   | 54       |
| 151      | Leopold König | 87       |

| Nouvelle-Zélande | Nouvelle-Zélande  | Nouvelle-Zélande |
| ---------------- | ----------------- | ---------------- |
| #                | Coureur           | Pos.             |
| 152              | Julian Dean       | 77               |
| 153              | Gregory Henderson |                  |
| 154              | Hayden Roulston   |                  |

| Croatie | Croatie           | Croatie |
| ------- | ----------------- | ------- |
| #       | Coureur           | Pos.    |
| 155     | Matija Kvasina    | 28      |
| 156     | Hrvoje Miholjević |         |
| 157     | Radoslav Rogina   | 46      |

| Brésil | Brésil         | Brésil |
| ------ | -------------- | ------ |
| #      | Coureur        | Pos.   |
| 158    | Murilo Fischer |        |

| Estonie | Estonie       | Estonie |
| ------- | ------------- | ------- |
| #       | Coureur       | Pos.    |
| 159     | Tanel Kangert | 84      |
| 160     | Kalle Kriit   |         |

| Argentine | Argentine             | Argentine |
| --------- | --------------------- | --------- |
| #         | Coureur               | Pos.      |
| 161       | Juan José Haedo       | 35        |
| 162       | Lucas Sebastián Haedo |           |
| 163       | Matías Médici         |           |

| Irlande | Irlande           | Irlande |
| ------- | ----------------- | ------- |
| #       | Coureur           | Pos.    |
| 164     | Matthew Brammeier |         |
| 165     | David McCann      | 68      |
| 166     | Nicolas Roche     | 97      |

| Suède | Suède           | Suède |
| ----- | --------------- | ----- |
| #     | Coureur         | Pos.  |
| 167   | Gustav Larsson  | 75    |
| 168   | Jonas Ljungblad | 27    |

| Autriche | Autriche       | Autriche |
| -------- | -------------- | -------- |
| #        | Coureur        | Pos.     |
| 169      | Bernhard Eisel | 65       |
| 170      | Peter Wrolich  | 66       |

| Serbie | Serbie         | Serbie |
| ------ | -------------- | ------ |
| #      | Coureur        | Pos.   |
| 171    | Žolt Der       | 99     |
| 172    | Esad Hasanovic |        |

| Slovaquie | Slovaquie     | Slovaquie |
| --------- | ------------- | --------- |
| #         | Coureur       | Pos.      |
| 173       | Peter Sagan   |           |
| 174       | Martin Velits | 53        |
| 175       | Peter Velits  | 74        |

| Chili | Chili          | Chili |
| ----- | -------------- | ----- |
| #     | Coureur        | Pos.  |
| 176   | Carlos Oyarzún |       |

| Biélorussie | Biélorussie         | Biélorussie |
| ----------- | ------------------- | ----------- |
| #           | Coureur             | Pos.        |
| 177         | Yauheni Hutarovich  | 51          |
| 178         | Kanstantsin Siutsou | 33          |